# Mór (nome)
Mór  è un nome proprio di persona irlandese e gaelico scozzese femminile.

## Varianti
- Alterati
  - Irlandese: Móirín[1], Moreen[2]
  - Scozzese: Morag[1]

## Origine e diffusione
Riprende il termine gaelico mór, che vuol dire "grande"; ha quindi lo stesso significato del nome Magno, e quello opposto a Paolo e Vaughn.
Il nome viene a volte "tradotto" in inglese usando il nome Sarah. Il nome Moreen, che è una forma anglicizzata del diminutivo irlandese Móirín, viene in alcuni casi indicato come una variante di Maureen. Va notato, infine, che questo nome è omografo con Mór, la forma ungherese del nome Mauro.

## Onomastico
L'onomastico può essere festeggiato il 1º novembre, festa di Ognissanti, non essendovi sante con questo nome, che è quindi adespota.

## Persone

### Variante Morag
- Morag Hood, attrice scozzese

## Il nome nelle arti
- Morag è un personaggio del romanzo di Terry Brooks Le Pietre Magiche di Shannara.
- Morag è un personaggio del videogioco Neverwinter Nights.
- Morag è un personaggio del film del 1995 Rob Roy.
- Morag McPherson è un personaggio del film del 2006 Half Light.
- Morag Sinclair è un personaggio del film del 1960 Whisky e gloria.